# Dolomedes spathularis
Dolomedes spathularis är en spindelart som beskrevs av Johan Coenraad van Hasselt 1882. Dolomedes spathularis ingår i släktet Dolomedes och familjen vårdnätsspindlar. Inga underarter finns listade i Catalogue of Life.